# Traversata burrascosa
Traversata burrascosa (Rough Crossing) è un'opera teatrale del drammaturgo britannico Tom Stoppard, liberamente tratta dalla commedia di Ferenc Molnár Giochi al castello (1926).

## Trama
Negli anni 30 i grande drammaturghi ungheresi Sandor Turai e Alex Gal, collaboratori da oltre vent'anni, salgono a bordo del transatlantico di linea SS Italian Castle per intraprendere la tratta da Cherbourg-Octeville a New York, dove la loro commedia musicale "Crociera sul Dodo" è prossima al debutto. Li accompagna il giovane compositore francese Adam Adam, un ex attore che ha dovuto interrompere bruscamente la sua carriera sulle scene a causa di un improvviso disturbo della parola che lo ha colpito dopo il ritorno della madre dal carcere. Il trio artistico intende fare una sorpresa ai due protagonisti dello spettacolo, la diva Natasha Navratilova e il primo attore Ivor Fish, ma finiscono per origliare la dichiarazione d'amore che l'attore inglese fa alla primadonna russa, che ricambia entusiasticamente. Ciò spezza il cuore ad Adam che, pur essendo di dieci anni più giovane di Natasha, ha una relazione con l'attrice.
Turai, Natasha e Ivor (che è sposato e non vuole che la moglie sappia nulla) cercano di convincere Adam, che è sull'orlo del suicidio, che quella che ha sentito era una prova dell'ultima scena della commedia, che Ivor aveva scritto all'insaputa degli autori. In realtà, la scena è stata scritta da Turai, ma solo dopo aver sentito la dichiarazione di Ivor, che lo aveva colpito a tal punto da inserirla nella "Crociera sul Dodo". Alex Gal però non era stato informato del cambiamento ed è stupito di assistere alla scena durante la prove. Ma prima che la verità riesca ad emergere, una violenta tempesta si abbatte sul translatlantico e i protagonisti scambiano la prova della serene d'allarme per l'annuncio che la nave stia naufragando. Adam si getta in mare, ma viene salvato dal factotum Dvornichek. Alla fine, Adam si convince che la dichiarazione di Ivor facesse effettivamente parte della commedia e si riconcilia con Natasha, che gli chiede di sposarla. Improvvisamente curato dal suo disturbo della parola, Adam viene promosso a primo attore dello spettacolo, mentre Ivor viene relegato a un ruolo minore e privo di battute. I due commediografi scoprono inoltre che il capitano della nave ha scritto un capolavoro teatrale, che i due portano sulle scene di Broadway con Ivor e Natasha nei panni dei protagonisti e il poliedrico Dvornichek al pianoforte.

## Storia delle rappresentazioni
Peter Wood diresse la prima della commedia, debuttata alla sala Lyttelton del Royal National Theatre di Londra nel 1984. Facevano parte del cast: Michael Kitchen (Dvornichek), John Standing (Turai), Andrew C. Wadsworth (Adam), Niall Buggy (Gal), Sheila Gish (Natasha) e Robin Bailey. Attilio Corsini portò in scena la prima italiana dell'opera quattro anni più tardi, nel 1988 al Teatro La Perfola di Firenze.
Nell'inverno e nella primavera 2019, il produttore Bill Kenwright ha portato una tournée della commedia in scena per il Regno Unito, con la regia di Rachel Kavanaugh. Issy van Randwyck interpretava Natasha, Charlie Stemp ricopriva il ruolo di Dvornichek e John Partridge quello di Turai.